# (145075) Zipernowsky
(145075) Zipernowsky est un astéroïde de la ceinture principale.

## Description
(145075) Zipernowsky est un astéroïde de la ceinture principale. Il fut découvert le 6 avril 2005 à Piszkesteto par Krisztián Sárneczky. Il présente une orbite caractérisée par un demi-grand axe de 2,59 UA, une excentricité de 0,12 et une inclinaison de 11,3° par rapport à l'écliptique.

## Compléments